# Maxxine Dupri
Sydney Jeannine Zmrzel (né le 19 mai 1997 à Phoenix) est une catcheuse (lutteuse professionnelle) américaine. Elle travaille actuellement à la World Wrestling Entertainment, dans la division Raw, sous le nom de Maxxine Dupri.

## Biographie
Sydney Jeannine Zmrzel est la fille de Bill Zmrzel, employé au sein de l'armée des États-Unis, et Diane Love. Elle avait également un frère cadet, Wyatt, mort d'un accident de la route à l'âge de 22 ans en 2017.
Antérieurement à sa carrière de catcheuse, elle fut pom-pom girl pour les Rams de Los Angeles (NFL) et danseuse pour les Suns de Phoenix (NBA).

## Carrière

### World Wrestling Entertainment (2021-...)
Le 20 août 2021, elle réussit le test de recrutement et signe officiellement avec la World Wrestling Entertainment.
Le 26 avril 2022 à NXT 2.0, elle fait ses débuts dans le show jaune en tant que Heel, sous le nom de Sofia Cromwell, où elle devient la Valet de Robert Stone et Von Wagner.
Le 22 juillet à SmackDown, elle fait ses débuts dans le show bleu sous le nouveau gimmick de Maxxine Dupri, la sœur de Max Dupri, manager des Maximum Male Models (ma.çé et mån.sôör).
Le 7 octobre à SmackDown, elle récupère le poste de manager des deux catcheurs, à la suite du départ de LA Knight.
Le 6 février 2023, ses deux protégés et elle sont officiellement transférés à Raw.
Le 29 mai à Raw, elle effectue un Face Turn et rejoint officiellement l'Alpha Academy de Chad Gable et Otis, après avoir tenté vainement de recruter le second dans ses rangs.
Le 3 juillet à Raw, elle dispute son premier match aux côtés de ses deux nouveaux partenaires et ensemble, ils battent les Viking Raiders (Erik, Ivar et Valhalla) dans un 6-Person Mixed Tag Team match.
Le 27 janvier 2024 au Royal Rumble, elle entre dans son tout premier Women's Royal Rumble match en 18e position, mais se fait éliminer par la future gagnante, Bayley.
Le 17 juin 2024 à Raw, Otis, Akira Tozawa et elle tournent le dos à Chad Gable, car ils ne supportent plus son attitude à leurs égards et l'excluent du clan.

## Vie privée
Elle est actuellement en couple avec le joueur de football américain et catcheur en formation, Anthony Luke. Le 24 décembre 2024, le couple se fiance.